# Семзанж
Семза́нж (фр. Semezanges) — коммуна во Франции, находится в регионе Бургундия. Департамент коммуны — Кот-д’Ор. Входит в состав кантона Жевре-Шамбертен. Округ коммуны — Дижон.
Код INSEE коммуны — 21601.

## Население
Население коммуны на 2010 год составляло 104 человека.
| 1962 | 1968 | 1975 | 1982 | 1990 | 1999 | 2010 |
| ---- | ---- | ---- | ---- | ---- | ---- | ---- |
| 63   | 62   | 53   | 66   | 95   | 112  | 104  |

## Экономика
В 2010 году среди 69 человек трудоспособного возраста (15—64 лет) 54 были экономически активными, 15 — неактивными (показатель активности — 78,3 %, в 1999 году было 62,8 %). Из 54 активных жителей работали 53 человека (26 мужчин и 27 женщин), безработной была 1 женщина. Среди 15 неактивных 6 человек были учениками или студентами, 6 — пенсионерами, 3 были неактивными по другим причинам.